# سید محمدباقر موحد ابطحی
سید محمدباقر موحد ابطحی (۱۳۰۵ اصفهان – ۱۳۹۲ تهران) از فقهای شیعه بود. او در شب دوم ماه رمضان سال ۱۳۴۶ هجری قمری در اصفهان متولد شد و در ۱۶ بهمن ماه ۹۲ فوت کرد. وی مؤسس مدرسه مؤسسه تحقیقاتی «الامام المهدی علیه السلام» در سال ۱۳۵۶ است.

## خاندان
پدر ایشان؛ سید مرتضی موحد ابطحی بود که در اصفهان به تدریس دروس حوزوی، وعظ و خطابه و ارشاد، و طبابت طب سنتی می‌پرداخت و بیماری علامه محمدحسین طباطبایی را درمان کرده بود. مجله حوزه مصاحبه‌ای ارزشمند با ایشان داشته و آن را منتشر کرده‌است. متن کامل این مصاحبه را در این نشانی بخوانید آرامگاه سید مرتضی در شهر اصفهان می‌باشد.
مادر ایشان دختر سید محمدتقی موسوی اصفهانی (نویسنده کتاب مشهور مکیال المکارم) بود.
برادران: سید محمدعلی موحد ابطحی، سید علی، سیدمحمدرضا، سیدحجت، سیدحسن، سیدحسین.

## تحصیل
ایشان، پس از یادگیری خواندن و نوشتن و آموختن صرف و نحو نزد پدرش وارد حوزه علمیه اصفهان شد.

## استادان اصفهان
- طبیب زاده
- سید محمد باقر سده‌ای
- آقا ضیاء تجویدی
- محمد حسن نجف آبادی
- حبیب‌الله حبیب آبادی
- حاج آقا رحیم ارباب
- مجدالدین نجفی اصفهانی

وی منطق را نزد محمد رضا کلباسی علوم طبیعی و ریاضی را نزد مجد العلما نجفی و قسمتی از اسفار را نزد فیلسوف بزرگ محمود مفید آموخت.
در طب، کتاب شرح نفیسی و اسباب را نزد مرحوم والد گرانقدر خود و قانون بوعلی را نزد مرحوم طبیب زاده تلمذ کرد و مدتی را نیز به فراگیری طب به صورت عملی نزد حکیم مشهور میرزا ابوالقاسم گوگردی مشغول بود.

## فعالیت‌ها

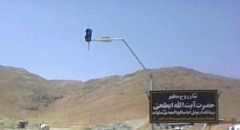
ورودی تونل اباصالح المهدی (عج) شهرستان اقلید استان فارس

- سرپرست مرکز پژوهشی و مدرسه امام مهدی (عج)، قم
- بنیان نهادن مدرسه امام مهدی (عج)، قم
- ساخت تونل اباصالح المهدی (عج) شهرستان اقلید[۴]
- ساخت بیمارستان ولیعصر (عج)، اقلید فارس
- ساخت هنرستان صنعتی، اقلید فارس
- ساخت کارگاه‌های قالیبافی، اقلید فارس
- همکاری در احداث لوله‌کشی آب، مازندران
- همکاری در ساخت کارخانه قند، اقلید فارس

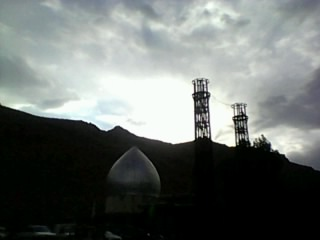
گنبد و بارگاه امامزاده سید محمد از نوادگان حضرت ابالفضل در کافتر در جنوب شهرستان اقلید استان فارس

- بازسازی امامزاده سید محمد (کافتر)[۵][۶]

## آثار

### علوم قرآنی
- المدخل الی التفسیر الموضوعی للقرآن الکریم؛ کتابی است ابتکاری و اولین کتابی است که آیات قرآن را به صورت موضوعی با تسلسل طبیعی دسته‌بندی کرده‌است، تاکنون از آن دو جزء چاپ و منتشر شده‌است.
- جامع الاخبار و الآثار عن النبی و الائمه الاطهار؛ از این مجموعه تاکنون سه جلد چاپ و منتشر شده‌است.

جلد اول دربارهٔ فضل قرآن و مطالبی پیرامون اسماء قرآن، کیفیت نزول، جمع‌آوری، مصونیت از تحریف، موقعیت عترت پیامبر (ص) در ارتباط با قرآن و … است.
جلد دوم نیز دربارهٔ فضیلت هر یک از سوره‌های قرآن و آیات آن است که به ترتیب سوره‌ها و آیات تنظیم شده‌است.
جلد سوم دربارهٔ خصائص قرآن است و در آن بعضی از ویژگی‌های قرآن از قبیل ناسخ و منسوخ، محکم و متشابه، عام و خاص، حروف مقطعه، اسماءالحسنی، عدد اسماءالله و اسم اعظم شرح داده شده‌است.
- التفسیر المنسوب الی الامام العسکری (ع)؛ این کتاب تفسیر سوره فاتحه و بخشی از سوره بقره است که علماء بر آن اعتماد کرده و از کتب ارزشمند و گرانبهای شیعه محسوب می‌شود، اشکالاتی که در سند یا در دلالت آن بعضی از مستشکلین (اشکال کنندگان) کرده‌اند در مقدمه کتاب جواب داده شده و رفع شبهه شده‌است.

۴* تاویل الآیات؛ تألیف علامه سید شرف الدین استرآبادی، مؤلف در این کتاب آیاتی را که تاویل شده به مدح اهل بیت (ع) و اولیای آن‌ها و ذم و نکوهش دشمنان اهل بیت از طریق شیعه و سنی در دو جلد جمع‌آوری کرده‌است.
- زبده التاویل: در این کتاب احادیثی که در تاویل آیات قرآن به ما رسیده به صورت مختصر و اشاره‌ای جمع‌آوری شده و منابع آن ذکر شده‌است.

### حدیث
برخی از کتاب‌هایی که از سوی محمدباقر موحد ابطحی بازخوانی شده‌است:
- صحیفه الامام الرضا (ع): در آن احادیثی است که علی بن موسی از پدرانش روایت کرده و سند را به محمد بن عبدالله رسانده‌است.
- النوادر: تألیف احمد بن محمد بن عیسی اشعری، از اصحاب حضرت رضا، امام جواد و امام هادی (ع).
- الزهد، المومن: تألیف حسین بن سعید، از اصحاب علی بن موسی، محمد بن علی (پیشوای نهم شیعیان) و علی بن محمد (پیشوای دهم شیعیان)
- الامامه و التبصره: تألیف ابن بابویه قمی
- صفات الشیعه، فضائل الشیعه و مصادقه الاخوان: تألیف محمد بن علی بن الحسین (شیخ صدوق)، متوفی ۳۸۱.
- التمحیص: تألیف محمد بن همام اسکافی، متوفی ۳۳۶ هجری.
- نوادر المعجزات: تألیف محمد بن جریر طبری، از اعلام قرن چهارم هجری.
- التعریف: تألیف محمد بن احمد بن قضاعه، از اعلام قرن چهارم هجری.
- مزار مفید: تألیف محمد بن محمد بن نعمان، متوفی ۴۱۳ هجری.
- مائه منقبه: تألیف محمد بن احمد (ابن شاذان قمی)، از اعلام قرن چهارم و پنجم هجری.
- نزهه الناظر: تألیف حسین بن محمد حلوانی، از اعلام قرن پنجم هجری.
- الاربعون حدیثا: تألیف محمد بن احمد خزاعی، از اعلام قرن پنجم هجری.
- الخرائج والجرائح: سعید بن هبه الله (راوندی)، از اعلام قرن ششم هجری.
- الاربعون حدیثا: منتجب الدین علی بن عبیدالله (رازی)، از اعلام قرن ششم هجری.
- مثیر الاحزان: جعفر بن نجیب، ابن نما (حلی)، متوفی ۶۴۵ هجری
- المزار، الاربعون حدیثا: تألیف محمد بن مکی (شهید اول) از اعلام قرن هشتم هجری.
- التحصین فی صفات العارفین: تألیف جمال الدین احمد بن محمد بن فهد (حلی).
- عوالم العلوم والمعارف: این کتاب دائرةالمعارف عظیمی در اخبار است که عالم و محدث کبیر شیخ عبدالله بحرانی از شاگردان ممتاز علامه مجلسی (ره) آن را تألیف کرده‌است، مؤلف، آن را بر مبنای بحار الانوار با تکثیر عناوین و ابواب و تنظیم روایات به شکل خاصی جمع‌آوری کرده‌است.
- مکیال المکارم: تألیف میرزا محمد تقی موسوی اصفهانی (فقیه احمدآبادی) متوفی۱۳۴۸ هجری.
- الدرر اللامعه.
- الامام المهدی (ع) فی احادیث الامام الرضا (ع)

### دعا
- الصحیفه النبویه الجامعه
- الصحیفه العلویه الجامعه
- الصحیفه الفاطمیه الجامعه
- الصحیفه السجادیه الجامعه
- الصحیفه الصادقیه الجامعه
- الصحیفه الکاظمیه الجامعه
- الصحیفه الرضویه الجامعه
- الدلیل الی الصحائف الجامعه

### رجال
- معجم رواة الحدیث و ثقاتها: مجموعه‌ای که در آن راویان حدیث کتاب‌های روایی شیعه به ترتیب حروف معجم تنظیم شده و دربارهٔ هر یک از راویان به کتاب‌هایی که از آنان ذکری به میان آمده اعم از مطبوع یا مخلوط اشاره شده و ضبط صحیح اسم و اتحاد آن در پاورقی‌ها مورد بررسی قرار گرفته‌است.
- معجم الاسانید: دائرةالمعارف ارزشمندی که در آن اسانید تمام روایات رسیده در کتاب‌های روایی به ترتیب حروف معجم و به صورت جدولی مورد بررسی و تنظیم شده‌است.

## درگذشت
سید محمد باقر موحد ابطحی در پی یک دوره بیماری چهارشنبه ۱۶ بهمن ماه ۹۲ در سن ۸۷ سالگی در بیمارستان بقیةالله تهران درگذشت. حسین وحید خراسانی نماز میت را بر جنازه وی خوانده‌است.
وی در حرم حضرت معصومه در شهر قم مدفون است.